# Калев-Вялк
«Тарту Вялк 494» (эст. Tartu Välk 494) — профессиональный хоккейный клуб, представляющий эстонский город Тарту. Выступает в Эстонской Хоккейной лиге. Домашняя арена — «Тарту Лыунакескусе Яаахалл» — вмещает 600 зрителей.

## История
Клуб был основан в 1994 году под названием «Тарту Вялк 494». Уже в 1997 году впервые стал чемпионом страны. В дальнейшем многократно становился сильнейшим клубом Эстонии. Является одним из наиболее титулованных клубов Эстонии.
С 2007 по 2018 гг клуб назывался «Тарту Калев-Вялк» (эст. Tartu Kalev-Välk).

## Достижения
- — чемпион Эстонии: 1997, 1999, 2000, 2002, 2003, 2008, 2011, 2012, 2019, 2020, 2021, 2022
- — вице-чемпион Эстонии: 2001, 2006, 2007
- — Обладатель Кубка Эстонии (2): 1997, 1998